# St. Michael (Stavern)
St. Michael in Groß Stavern, Gemeinde Stavern, ist die Pfarrkirche der katholischen Kirchengemeinde St. Michael Stavern, die dem Dekanat Emsland-Nord des Bistums Osnabrück angehört.

## Geschichte
Stavern gehörte ursprünglich zur Pfarrei Sögel. Bereits im 17. Jahrhundert bestand eine Kapelle mit dem Patrozinium des Michael, die wahrscheinlich in Zusammenhang mit dem Englisch-Niederländischen Krieg (1665–1667) zerstört wurde.
Die jetzige Kirche wurde als Kapelle nach Plänen des Architekten Josef Niehaus errichtet. Die Grundsteinlegung erfolgte am 5. August 1850, die Einweihung am 16. September 1851.
1868 wurde Stavern abgepfarrt. In der Folge wurde die Kirche mehrmals verändert. 1893 wurden ein Chor und zwei Sakristeien angebaut, 1898 wurde die Spitze des Kirchturms erneuert und erhöht.

## Beschreibung
Die spätklassizistische Saalkirche aus Backstein wird durch Lisenen gegliedert, zwischen denen sich rundbogige Fenster befinden. Der Chorraum war ursprünglich kein eigener Bauteil, der 1893 angebaute Chor hat einen polygonalen Abschluss. Im Inneren befindet sich eine Muldendecke.

## Ausstattung
Die ursprüngliche Ausstattung ist neugotisch. 1967 wurde das Kircheninnere infolge des Zweiten Vatikanischen Konzils umgestaltet, dabei wurden die alten Altäre entfernt und ebenso wie andere Ausstattungsstücke ersetzt.